# Grand Prix-wegrace van de DDR 1965
De Grand Prix-wegrace van de DDR 1965 was de achtste Grand Prix van het wereldkampioenschap wegrace in het seizoen 1965. De races werden verreden op 17 en 18 juli op de Sachsenring in Hohenstein-Ernstthal. Alle soloklassen met uitzondering van de 50cc-klasse kwamen aan de start. De 350cc-klasse reed op zaterdag, de overige klassen op zondag. De werelditel in de 500cc-klasse werd hier beslist.

## Algemeen
De Grand Prix van de DDR werd verreden zonder Ernst Degner, die als vluchteling niet terug kon naar de DDR, maar ook zonder de 125cc-teams van Honda en Yamaha. Honda was in die klasse inmiddels kansloos en nu de Honda 4RC 146 geen succes was bezig met de ontwikkeling van de vijfcilinder Honda RC 148. Luigi Taveri en Ralph Bryans waren dus waarschijnlijk aan het testen op Honda's eigen Suzuka International Racing Course. Jim Redman en Bruce Beale waren min of meer privérijders. Het onderhoud van hun motoren was uitbesteed aan monteur Nobby Clark. Beale reed bovendien met fabrieksracers uit 1964. Yamaha had haar watergekoelde versie van de RA 97 pas in de TT van Man ingezet en vanaf dat moment uitsluitend overwinningen behaald. Op die manier had Mike Duff nog een goede kans op de wereldtitel. Mogelijk ligt de verklaring van hun afwezigheid in het feit dat men op dat moment op het circuit van Snetterton bezig was met het testen van verschillende versies van de nieuwe 250cc-Yamaha RD 05 als antwoord op de zescilinders van Honda.

## 500cc-klasse
Met zijn zesde overwinning op rij was Mike Hailwood zeker van de wereldtitel. Omdat in de 500cc-klasse slechts zes resultaten telden was het zelfs onmogelijk om meer punten te scoren dan de 48 die hij nu had. Zijn teamgenoot Giacomo Agostini werd tweede. Paddy Driver werd derde en verstevigde daarmee zijn derde plaats in de WK-stand.
| Pos | Coureur          | Merk      | Tijd      | Pnt |
| --- | ---------------- | --------- | --------- | --- |
| 1   | Mike Hailwood    | MV Agusta | 1:08"33'8 | 8   |
| 2   | Giacomo Agostini | MV Agusta | +58'2     | 6   |
| 3   | Paddy Driver     | Matchless | +1 ronde  | 4   |
| 4   | Jack Ahearn      | Norton    | +1 ronde  | 3   |
| 5   | Fred Stevens     | Matchless | +1 ronde  | 2   |
| 6   | Ian Burne        | Norton    | +1 ronde  | 1   |
| 7   | Malcolm Stanton  | Norton    |           |     |
| 8   | Lewis Young      | Matchless |           |     |
| 9   | Eduard Lenz      | Norton    |           |     |
| 10  | Dan Shorey       | Norton    |           |     |
| 11  | Jack Findlay     | Matchless |           |     |
| 12  | Bosse Granath    | Matchless |           |     |
| 13  | Billy Andersson  | AJS       |           |     |
| 14  | Roy Robinson     | Norton    |           |     |
| 15  | Philippe Canoui  | Norton    |           |     |
| 16  | György Kurucz    | Norton    |           |     |
| 17  | Derek Lee        | Matchless |           |     |

| Coureur             | Merk      | Oorzaak |
| ------------------- | --------- | ------- |
| Eric Hinton         | Norton    |         |
| Roy Robinson        | Norton    |         |
| Ernst Weiss         | Norton    |         |
| Hartmut Allner      | BMW       |         |
| Jouko Ryhänen       | Matchless |         |
| Joe Dunphy          | Norton    |         |
| John Denty          | Norton    |         |
| Maurice Hawtorne    | Norton    |         |
| John Somers         | Norton    |         |
| Brian Scobie        | Norton    |         |
| Graham Dickson      | Norton    |         |
| Agne Carlsson       | Matchless |         |
| Bo Brolin           | Matchless |         |
| Sven-Olof Gunnarson | Norton    |         |
| Abbey de Kock       | Norton    |         |

| Coureur            | Merk       | Oorzaak |
| ------------------ | ---------- | ------- |
| David Lloyd        | Norton     | [ 1 ]   |
| Kenneth King       | Norton     | [ 1 ]   |
| Mike Duff          | Matchless  | [ 2 ]   |
| Roger Beaumont     | Norton     | [ 1 ]   |
| Gyula Marsovszky   | Matchless  |         |
| František Šťastný  | Jawa       |         |
| Walter Scheimann   | Norton     | [ 3 ]   |
| Billie Nelson      | Norton     |         |
| Billy McCosh       | Matchless  |         |
| Chris Conn         | Norton     |         |
| Derek Minter       | Norton     |         |
| Dick Creith        | Norton     | [ 4 ]   |
| John Cooper        | Norton     |         |
| Rob Fitton         | Norton     |         |
| Selwyn Griffiths   | Matchless  | [ 5 ]   |
| Giuseppe Mandolini | Moto Guzzi | [ 6 ]   |
| Buddy Parriott     | Norton     | [ 1 ]   |
| Ed LaBelle         | Norton     | [ 1 ]   |

### Top tien tussenstand 500cc-klasse
| Pos | Coureur          | Merk      | Pnt |                |
| --- | ---------------- | --------- | --- | -------------- |
| 1   | Mike Hailwood    | MV Agusta | 48  | wereldkampioen |
| 2   | Giacomo Agostini | MV Agusta | 24  |                |
| 3   | Paddy Driver     | Matchless | 11  |                |
| 4   | Buddy Parriott   | Norton    | 6   |                |
| 4   | Joe Dunphy       | Norton    | 6   |                |
| 6   | Jack Ahearn      | Norton    | 5   |                |
| 7   | Roger Beaumont   | Norton    | 4   |                |
| 7   | Walter Scheimann | Norton    | 4   |                |
| 7   | Mike Duff        | Matchless | 4   |                |
| 7   | Derek Minter     | Norton    | 4   |                |
| 7   | Ian Burne        | Norton    | 4   |                |
| 7   | Fred Stevens     | Matchless | 4   |                |

## 350cc-klasse
Jim Redman won zijn derde Grand Prix op rij. Dat was belangrijk omdat zijn concurrenten van MV Agusta uitvielen. Nu kon Derek Woodman met zijn fabrieks-MZ RE 350 tweede worden voor de Jawa's van Gustav Havel, František Šťastný en František Boček.
| Pos | Coureur           | Merk   | Tijd | Pnt |
| --- | ----------------- | ------ | ---- | --- |
| 1   | Jim Redman        | Honda  |      | 8   |
| 2   | Derek Woodman     | MZ     |      | 6   |
| 3   | Gustav Havel      | Jawa   |      | 4   |
| 4   | František Šťastný | Jawa   |      | 3   |
| 5   | František Boček   | Jawa   |      | 2   |
| 6   | Dan Shorey        | Norton |      | 1   |

| Coureur          | Merk      | Oorzaak |
| ---------------- | --------- | ------- |
| Mike Hailwood    | MV Agusta |         |
| Giacomo Agostini | MV Agusta |         |

| Coureur             | Merk      |
| ------------------- | --------- |
| Eric Hinton         | Norton    |
| Bill Smith          | AJS       |
| Chris Conn          | Norton    |
| Griff Jenkins       | Norton    |
| John Cooper         | Norton    |
| Lewis Young         | AJS       |
| Phil Read           | Yamaha    |
| Gilberto Milani     | Aermacchi |
| Renzo Pasolini      | Aermacchi |
| Silvio Grassetti    | Bianchi   |
| Tarquinio Provini   | Benelli   |
| Isamu Kasuya        | Honda     |
| Isao Yamashita      | Honda     |
| Bruce Beale         | Honda     |
| Agne Carlsson       | AJS       |
| Endel Kiisa         | Vostok    |
| Nikolaj Sevast'ânov | Vostok    |
| Paddy Driver        | AJS       |

### Top tien tussenstand 350cc-klasse
| Pos | Coureur           | Merk      | Pnt |
| --- | ----------------- | --------- | --- |
| 1   | Jim Redman        | Honda     | 24  |
| 2   | Giacomo Agostini  | MV Agusta | 16  |
| 3   | Mike Hailwood     | MV Agusta | 12  |
| 4   | Gustav Havel      | Jawa      | 8   |
| 5   | Phil Read         | Yamaha    | 6   |
| 5   | Renzo Pasolini    | Aermacchi | 6   |
| 5   | Derek Woodman     | AJS / MZ  | 6   |
| 8   | Bruce Beale       | Honda     | 3   |
| 8   | Gilberto Milani   | Aermacchi | 3   |
| 8   | František Šťastný | Jawa      | 3   |

## 250cc-klasse
Jim Redman won de Grand Prix van de DDR, maar Phil Read bleef dankzij zijn tweede plaats ruim aan de leiding van de WK-stand. Redman kwam in die stand nu wel op gelijke hoogte met Mike Duff, die waarschijnlijk de 250cc-Yamaha RD 05 aan het testen was op Snetterton. Derek Woodman werd met de fabrieks-MZ RE 250 derde, voor František Šťastný met een 250cc-Jawa. Dat was echter zeer waarschijnlijk een "verklede" MZ RE 250, een machine waarmee testrijder František Srna al in de TT van Assen was gestart.
| Pos | Coureur           | Merk   | Tijd      | Pnt |
| --- | ----------------- | ------ | --------- | --- |
| 1   | Jim Redman        | Honda  | 1:03"07'4 | 8   |
| 2   | Phil Read         | Yamaha | +1"47'7   | 6   |
| 3   | Derek Woodman     | MZ     | +2"12'5   | 4   |
| 4   | František Šťastný | Jawa   | +1 ronde  | 3   |
| 5   | Bruce Beale       | Honda  | +1 ronde  | 2   |
| 6   | Heinz Rosner      | MZ     | +1 ronde  | 1   |

| Coureur          | Merk    | Oorzaak    |
| ---------------- | ------- | ---------- |
| Mike Duff        | Yamaha  | Teambeleid |
| Ramón Torras (†) | Bultaco | Overleden  |
| Bill Ivy         | Yamaha  | Teambeleid |
| Ralph Bryans     | Honda   | Teambeleid |
| Gosuke Yamashita | Honda   | Teambeleid |
| Isamu Kasuya     | Honda   | Teambeleid |
| John Buckner     | Yamaha  | [ 1 ]      |

| Coureur             | Merk      |
| ------------------- | --------- |
| Barry Smith         | Bultaco   |
| Kevin Cass          | Cotton    |
| Frank Perris        | Suzuki    |
| Günter Beer         | Honda     |
| José Maria Busquets | Montesa   |
| Alain Barbaroux     | Aermacchi |
| Jean-Claude Guénard | Bultaco   |
| Bob Coulter         | Bultaco   |
| David Williams      | Mondial   |
| Mike Hailwood       | Honda     |
| Rex Avery           | Bultaco   |
| Alberto Pagani      | Aermacchi |
| Gilberto Milani     | Aermacchi |
| Giuseppe Visenzi    | Aermacchi |
| Remo Venturi        | Benelli   |
| Silvio Grassetti    | Morini    |
| Tarquinio Provini   | Benelli   |
| Hiroshi Hasegawa    | Yamaha    |
| Yoshimi Katayama    | Suzuki    |
| Ginger Molloy       | Bultaco   |

### Top tien tussenstand 250cc-klasse
| Pos | Coureur           | Merk    | Pnt |
| --- | ----------------- | ------- | --- |
| 1   | Phil Read         | Yamaha  | 52  |
| 2   | Mike Duff         | Yamaha  | 30  |
| 2   | Jim Redman        | Honda   | 30  |
| 4   | Bruce Beale       | Honda   | 11  |
| 5   | Ramón Torras (†)  | Bultaco | 10  |
| 6   | Frank Perris      | Suzuki  | 9   |
| 7   | Derek Woodman     | MZ      | 8   |
| 8   | Yoshimi Katayama  | Suzuki  | 6   |
| 9   | František Šťastný | Jawa    | 5   |
| 10  | Silvio Grassetti  | Morini  | 4   |
| 10  | Barry Smith       | Bultaco | 4   |

## 125cc-klasse
Suzuki was in de DDR verlost van de hinderlijke aanwezigheid van de Yamaha RA 97, een machine die in slechts twee GP's was gebruikt maar die ook gewonnen had. De Yamaha was echter terug in Japan. Frank Perris won de 125cc-race voor de MZ RE 125's van Dieter Krumpholz en Derek Woodman. Hugh Anderson scoorde niet, maar bleef ruim aan de leiding in het WK.
| Pos | Coureur          | Merk   | Tijd     | Pnt |
| --- | ---------------- | ------ | -------- | --- |
| 1   | Frank Perris     | Suzuki | 55"29'8  | 8   |
| 2   | Dieter Krumpholz | MZ     | +1"03'5  | 6   |
| 3   | Derek Woodman    | MZ     | +3"14'1  | 4   |
| 4   | Jochen Leitert   | MZ     | +3"22'8  | 3   |
| 5   | Bruce Beale      | Honda  | +1 ronde | 2   |
| 6   | Jürgen Lenk      | MZ     | +1 ronde | 1   |

| Coureur             | Merk    | Oorzaak    |
| ------------------- | ------- | ---------- |
| Mike Duff           | Yamaha  | Teambeleid |
| Luigi Taveri        | Honda   | Teambeleid |
| Ernst Degner        | Suzuki  | Politiek   |
| Ramón Torras (†)    | Bultaco | Overleden  |
| Bill Ivy            | Yamaha  | Teambeleid |
| Phil Read           | Yamaha  | Teambeleid |
| Ralph Bryans        | Honda   | Teambeleid |
| Hironori Matsushima | Yamaha  | Teambeleid |
| Yasuharu Yuzawa     | Honda   | Teambeleid |
| Bo Gehring          | Bultaco | [ 1 ]      |
| Jeff Tate           | Honda   | [ 1 ]      |
| Rick Schell         | Honda   | [ 1 ]      |

| Coureur              | Merk        |
| -------------------- | ----------- |
| Arthur Fegbli        | Honda       |
| František Boček      | ČZ          |
| Heinz Rosner         | MZ          |
| Klaus Enderlein      | MZ          |
| Roland Rentzsch      | MZ          |
| Hans Georg Anscheidt | MZ-Kreidler |
| Walter Scheimann     | Honda       |
| Tommy Robb           | Bultaco     |
| Bruno Spaggiari      | Ducati      |
| Giuseppe Visenzi     | Honda       |
| Yoshimi Katayama     | Suzuki      |
| Ginger Molloy        | Bultaco     |
| Hugh Anderson        | Suzuki      |

### Top tien tussenstand 125cc-klasse
| Pos | Coureur          | Merk    | Pnt |
| --- | ---------------- | ------- | --- |
| 1   | Hugh Anderson    | Suzuki  | 38  |
| 2   | Frank Perris     | Suzuki  | 28  |
| 3   | Derek Woodman    | MZ      | 16  |
| 4   | Ernst Degner     | Suzuki  | 15  |
| 5   | Mike Duff        | Yamaha  | 12  |
| 6   | Phil Read        | Yamaha  | 8   |
| 6   | Luigi Taveri     | Honda   | 8   |
| 8   | Yoshimi Katayama | Suzuki  | 6   |
| 8   | Dieter Krumpholz | MZ      | 6   |
| 10  | Ramón Torras (†) | Bultaco | 4   |
| 10  | Bruce Beale      | Honda   | 4   |

1958 · 1959 · 1960 · 1961 · 1962 · 1963 · 1964 · 1965 · 1966 · 1967 · 1968 · 1969 · 1970 · 1971 · 1972 · 1973 · 1974 · 1975 · 1976 · 1977 · 1978 · 1979 · 1980 · 1981 · 1982 · 1983 · 1984 · 1985 · 1986 · 1987 · 1988 · 1989